# Tayari Jones
Tayari Jones (ur. 30 listopada 1970 w Atlancie) – amerykańska pisarka, laureatka Women’s Prize for Fiction.

## Życiorys
Urodziła się i wychowała w Atlancie, w rodzinie Macka i Barbary Jones. Jej ojciec wykładał na Clark Atlanta University. W 1991 zdobyła Bachelor’s degree na Spelman College w Atlancie, a w 1994 tytuł magistra anglistyki na Uniwersytecie Iowa. W 2000 uzyskała dyplom magistra sztuk pięknych w dziedzinie literatury na Uniwersytecie Stanu Arizona. Jej artykuły i opowiadania ukazały się w „Tin House”, „The Believer”, „Callaloo” i „The New York Times”.
W 2002 debiutowała powieścią Leaving Atlanta, napisaną z perspektywy trójki dzieci, dotyczącą serii zabójstw dzieci w Atlancie w latach 1979–1981. Utwór nawiązuje do doświadczeń Jones, która uczyła się w szkole podstawowej Oglethorpe Elementary w czasach gdy zginęło trzydzieścioro afroamerykańskich dzieci z sąsiednich dzielnic. Książka została wyróżniona nagrodą Hurston/Wright Legacy Award za najlepszy debiut. W 2005 ukazała się jej druga powieść, The Untelling, za którą Jones otrzymała nagrodę Lillian Smith Book Award. Powieść pokazuje zmiany w życiu Afroamerykanów w Atlancie w okresie następującym po działaniach ruchu praw obywatelskich poprzez losy jednej rodziny, która w obliczu dramatycznego wydarzenia przeżywa rozłam. Następna powieść Silver Sparrow (2011) opowiada o dwóch rodzinach jednego mężczyzny – jednej oficjalnej i jednej ukrytej – opisanych z perspektywy jego córek. Czwarta książka, Nasze małżeństwo (2018), opisuje młode afroamerykańskie małżeństwo należące do klasy średniej, które stawia czoła bezprawnemu wyrokowi i karze więzienia dla męża, Roya. Utwór bywa porównywany do powieści Gdyby ulica Beale umiała mówić Jamesa Baldwina. Nasze małżeństwo zdobyło status bestsellera na liście „The New York Times”, zostało wybrane do programu klubu książkowego Oprah Winfrey oraz znalazło się na liście dziesięciu najlepszych powieści roku 2018 tygodnika „Time”. Powieść otrzymała nominację do nagrody National Book Award i zdobyła Women’s Prize for Fiction (2019).
Jones jest zdobywczynią grantu w ramach programu National Endowment for the Arts. Piastowała stanowisko nauczyciela akademickiego na Uniwersytecie Illinois, George Washington University oraz na Uniwersytecie Rutgersa. Od jesieni 2018 wykłada twórcze pisanie na Uniwersytecie Emory’ego, od 2019 wykłada także na Uniwersytecie Cornella na stanowisku A.D. White Professor at Large (2019–2025).

## Twórczość
- 2002: Leaving Atlanta
- 2005: The Untelling
- 2011: Silver Sparrow
- 2018: An American Marriage, pol.: Nasze małżeństwo. Aleksandra Wolnicka (tłum.). Kraków: Wydawnictwo Otwarte, 2019. ISBN 978-83-7515-523-5. Brak numerów stron w książce